# ژولیان مازه
ژولیان مازه (فرانسوی: Julien Mazet‎؛ زادهٔ ۱۶ مارس ۱۹۸۱) دوچرخه‌سوار اهل فرانسه است.